# Клифорд Џејмс Герц
Клифорд Џејмс Герц (Сан Франциско, 23. август 1926 — Филаделфија, 30. октобар 2006) је био амерички интерпретативни антрополог познат по снажном утицају на интерпретативну и симболичку антропологију. Основао је департман друштених наука на престижном Институту за напредне студије Универзитета у Принстону, на којем је предавао као професор са великим интелектуалним престижом. Герц је био значајна фигура савремене антропологије. Као и други велики антрополози, своја теренска истраживања је обављао у Индонезији и Мароку. Познат је по концепту „густог описа”, семиотичком тумачењу културе и тзв. „књижевном заокрету” у правцу симболичке и интерпретативне антропологије.

## Академски живот
Клифорд Герц је рођен у Сан Франциску 23. августа 1926. године. Након служења у америчкој морнарици током Другог светског рата (1943—1945) Герц се обратио за савет гиманзијском наставнику енглеског језика који му је сугерисао да би могао да буде писац, попут Џона Стајнбека или Џека Лондона, и упутио га је на Колеџ Антиох. Као учесник у рату, Клифорд Герц је био корисник владиног програма (енгл. GI Bill of Rights) који је био намењен ветеранима у циљу њиховог прилагођавања цивилним условима живота. Овај програм је обезбеђивао, између осталог, даље школовање, стипендије, књиге и средства за академско усавршавање. Године 1946. започиње студије филозофије на Колеџу Антиох у Јелоу Спрингсу, у квекерском граду у Охају, где је дипломирао 1950. године. Убрзо након тога, Герц добија стипендију за докторске студије на Универзитету Харвард на интердисциплинарном Департману за друштвене односе. На првој години студија слуша антропологију, социологију, социјалну и клиничку психологију и статистику. Убрзо постаје истраживач Центра за међународне студије на МИТ-у (1952—1956). Свој први дугорочни антрополошки теренски рад је обављао са својом супругом Хилдред Герц и тимом истраживача који су чинили дипломирани студенти Харварда. Идеја је била да проуче град у унутрашњости Јаве у независној држави Индонезији. Герц је на Јави боравио две и по године проучавајући религијски и породични живот овог места, живећи са локалним радничким становништвом. Своју докторску тезу о јаванском религиозном животу је одбранио 1956. године.
По завршетку докторске тезе, Герц одлази у Индонезију, на Бали и Суматру (1957—1958). Након грађанског рата у Индонезији, Герц се враћа у Сједињене Америчке Државе и ради као асистент на Масачусетском технолошком институту и на Универзитету у Станфорду у Центру за напредне студије у бихевиоралним наукама.
Герц је предавао на бројним универзитетима као што су Универзитет Беркли у Калифорнији  (1958—1960) и Универзитет у Чикагу (1960—1964). У том периоду, Герц је проширио своју област проучавања на Индонезију, Јаву и Бали а средином шездесетих година 20. века започео је нови истраживачки пројекат у Мароку који је резултовао публикацијом Проучавање ислама (1968). Био је руководилац пројекта проучавања постколонијалних држава у Африци и Азији у оквиру Комитета за компаративно проучавање нових нација (1962—1970) и боравио у мароканском граду Сефро проучавајући базаре, џамије, производњу маслина и усмену поезију. На овом теренском истраживању су прикупљени етнографски подаци који су искоришћени у чувеном есеју о „густом опису“. Доприносио је друштвеној и културолошкој теорији и разрађивао основне појмове антропологије, као што су култура и етнографија. Након што је напустио Универзитет у Чикагу 1970. године, Герц прелази Институт за напредне студије у Принстону, Њу Џерзи где добија звање професора емеритуса 2000. године. Године 1973. је објавио његово најпознатије дело, збирку есеја под називом Тумачење култура која га је афирмисала као антрополошког теоретичара. Герц је спроводио опсежна етнографска истраживања у југоисточној Азији и северној Африци. Теме којима се Клифорд Герц бавио укључују религију и ритуале у Индонезији и Мароку (утицај ислама на економију, потрошњу, политику, породичну и сродничку структуру), друштвене и културне теорије, аграрну производњу традиционалних сеоских заедница, градску културу, етничност, национализам, настанак држава итд. У време његове смрти, Герц је радио на општем питању етничке разноликости и њеним импликацијама у модерном свету.
Герц је добијао почасне докторате на петнаестак колеџа и универзитета као што су Универзитет Харвард, Универзитет у Чикагу и Универзитет у Кембриџу. Био је ожењен антрополошкињом Хилдредом Герц а након развода, оженио је антрополошкињу Карен Блу. Клифорд Герц је преминуо услед компликација које су уследиле након операције срца 30. октобра 2006. године у Универзитетској болници у Пенсилванији.

### Признања
- 1974. Награда Талкот Парсонс за друштвене науке (Америчка академија уметности и наука)
- 1974. Награда Питирим Сорокин (Америчко социолошко друштво)
- 1983. Признање Краљевског антрополошког института
- 1992. Fukuoka Asian Cultural Prize
- 2002. Медаља Bintang Jasa Utama (Република Индонезија)

Написао је и приредио 17 књига, преко стотину научних и стручних чланака као и неколико збирки есеја, које је објављивао у New York Review of Books, American Scholar и у другим угледним интелектуалним часописима.

## Теоријски постулати

### Дефинисање културе
У раној фази, Герц се бавио многим темама, од религије до културне екологије.  Иако је усвојио одређене ставове европских социолога као што су Емил Диркем, Макс Вебер и Алфред Шуц, одлучујући утицај у Герцовом каснијем раду је имао Пол Рикер који је тврдио да хуманистички научници друштво, односно културу могу интерпретирати као текст користећи се интерпретативним методама херменеутике. Након теренског истраживања на Балију, Герц је настојао да покаже да се сродство, облик села, традиционална држава, право и обичаји попут борбе петлова могу читати као текстови или „аналогно тексту“. По повратку из Марока, на Универзитету у Чикагу је почео да се шири теоријски и методолошки покрет који је убрзо постао познат као симболичка или интерпретативна антропологија. У оквиру интерпретативне антропологије, Герц је развио скуп термина који су се могли применити на подручје „културе“: густ опис, епистеме, етос, језичке игре, троп, искуство, дискурзивна формација, хетероглосија итд.
Шездесетих година 20. века, Герц је под утицајем Макса Вебера, формулисао културу на следећи начин:
„Концепт културе за који се залажем...је у суштини семиотички. Верујући, са Максом Вебером, да је човек животиња ухваћена у мреже значења које је сама исткала, сматрам да култура представља те мреже а да, према томе, њена анализа није експериментална наука у потрази за законом, већ интерпретативна у потрази за значењем. Оно што ме занима јесте објашњење, разумевање друштвених израза који на површини изгледају енигматични .“
У антропологији се ове мреже значења колективно називају култура, а њихово појединачно значење је ствар симбола. Према томе, антропологија је упоредно пручавање култура, анализа протока симбола.
Герц сматра да би протумачили мрежу симбола културе, научници морају прво да изолују њене елементе, затим да укажу на унутрашње односе међу тим елементима и означе цео систем на неки општи начин према основним симболима око којих су организовани, чије су основне структуре површински израз или идеолошки принцип на којима се заснива. Он сматра да систем значења производи културу, јер је то колективна својина одређеног народа. Герц се водио идејом да је свака култура свет за себе. Његово схватање света је идеалистичко и он друштво види као симболичку целину. Промовисао је идеју културе као независног, самодовољног или самодрживог система који се може проучавати иако се не узимају у обзир друштвени (социететски услови).
На тај начин култура постаје појам који је кључан за разумевање човековог места у свету, а антропологија представља средство за ближе одређење њеног места и улоге. Инсистирајући на херменеутичким методама у атрополошким проучавањима, Герц је постао познат по томе што је увео тзв. „књижевни заокрет“ у антропологији.

### Густи опис
Клифорд Герц је био један од првих научника који је увидео да сазнања из језика, филозофије и књижевне анализе могу имати велику објашњавајућу вредност у друштвеним наукама. Герц је имао за циљ да допринесе друштвеним наукама тако што ће разрадити појам „густог описа“. Герц је применио густ опис на антрополошке студије (конкретно на његову „интерпретативну антропологију“), позивајући антропологе да размотре ограничења која им намећу њихове сопствене културолошке космологије док покушавају да објасне културу других људи. Он је развио теорију која ја је имала велики утицај на друштвене науке. За Герца је етнографија специфичан начин записивања одређене културе која се спроводи кроз посебну врсту густог писања.
Циљ семиотичког приступа културе је да антрополози који разговарају са проучаванима у другачијим културама добију приступ њиховом концептуалном свету помоћу „густог описа“. Његов најчешће цитирани есеј „Белешке о борби петлова“ је класичан пример густог описа. Густи опис је антропололошка метода објашњавања детаљних разлога људских акција. Многе људске акције могу означавати више различитих ствари и Герц тврди да антрополог мора бити свестан тога. Рад се показао утицајним међу историчарима који су покушавали да користе ове идеје приликом проучавања културних пракси, проучавањао обичаја и традиције.

### Антрополог као писац
Клифорд Герц је себе видео као писца, аутора  и реторичара у антропологији коју је схватао као хуманистичку, друштвено конструисану и реторичку праксу писања о значењима других, као и наших сопствених људских, културних и симболичких светова. Писао је у првом лицу, учинивши тако видљивим присуство истраживача-писца у тексту. Антрополошко писање је схватао као креативну естетско-имагинативну интерпретацију онога што други људи чине и замишљају да чине. Герц је настојао да антропологију помери даље од конвенционалног схватања њеног предмета, начина објашњавања и писања на херменеутичку перспективу и нестандардно писање. Тиме је увео лингвистички, херменеутички и књижевни заокрет у антрополошким истраживањима. Применио је концепте и методе који су се користили у филозофији, лингвистици, психологији, семиотици, социологији, биологији и књижевности и на тај начин успоставио интерпретативну антропологију која је у књижевности, захваљујући Фолфгангу Изеру, формирана као врста књижевне антропологије.
Клифорд Герц је још у својим текстовима објављеним током шездесетих година указао на значај разумевања етнографије као писаног дела за чију интерпретацију се могу корситити слични методи као и за тумачење било којих књижевних родова. У својој аутобиографској књизи Дела и животи (1988) Герц се бавио на који начин антрополози пишу.  Користећи се дистинкциијом између „аутора“ и „писца“ он, анализира стил писања четири најзначајније фигуре антрополошке науке: Клод Леви-Строса, Еванса-Причарда, Малиновског и Рут Бендикт. Анализирајући стилове писања и наративне стратегије у текстуалној конструкцији њихових етнографија, Герц осветљава аспекте ауторефлексивне природе антрополошког писања.  Ова врста поетичког дискурса је карактеристична за науку о књижевности у анализи оних књижевних дела која су карактеристична по жанровској хибридности и која у свој садржај имплементирају елементе путописа и етнографије.
Герцова истраживања имају снажан утицај на академске студије 20. века укључујући модерну антропологију, студије културе, географију, екологију, политичку науку, историју, књижевност итд.

## Цитати
„Што се тиче антропологије, када видим шта неки од најбољих међу садашњим генерацијама раде или шта желе да раде, упркос свим тешкоћама с којима се при том суочавају и идеолошкој статичности која окружује скоро све одважне научне подухвате у хуманистичким и друштвеним наукама, ја сам, да се пажљиво изразим, ведар у духу. Све док се неко негде бори...ниједан глас није потпуно изгубљен.” 
„Сви знају чиме се антропологија бави: бави се културом. Проблем је у томе што нико није сасвим сигуран у то шта је култура.” 

## Критике
Герца су критиковали да је позајмљивао идеје, концепте и методе проглашавајући их за новине и помаке у антрополошкој теорији, да је релативизовао антропологију сводећи је на субјективистички опис културе сумњиве етнографске и теоријске вредности и да је изводио опште закључке о култури на основу малих узорака информација. Критиковали су га за етноцентризам и да је подстакао екстремни постмодернистички релативизам итд. Талал Асид је критиковао Герцову теорију религије и указао је на јаз између „културног система” и „друштвене стварности” приликом дефинисања појма религије.

## Значајна дела
- Тумачење култура I-II (1998), Библиотека XX век.
- Антрополог као писац (2009), Библиотека XX век.
- "Религија као културни систем" у Култура, часопис за теорију и социологију културе и културну политику, Београд, 1971, стр. 24-43.
- Религија јаве (1960), University Of Chicago Press.
- Трговци и принчеви: друштвени развој и економске промене у два индонежанска града (1963), University Of Chicago Press.
- Агрикултурна револуција: процес еколошке промене у Индонезији (1964)
- Посматрање ислама: религијски развој у Мароку и Индонезији (1968), University Of Chicago Press.
- Сродство на Балију (1975) coauthor: Hildred Geertz, University Of Chicago Press.
- Negara: The Theatre State in Nineteenth Century Bali. Princeton University Press. 2001. ISBN 978-0-691-00778-6. Непознати параметар |orig-date= игнорисан (помоћ)
- Local Knowledge: Further Essays in Interpretive Anthropology. Basic Books. 2000. ISBN 978-0-465-04162-6. Непознати параметар |orig-date= игнорисан (помоћ)
- Geertz, Clifford (1984). „Distinguished Lecture: Anti Anti-Relativism”. American Anthropologist. 86 (2): 263—278. doi:10.1525/aa.1984.86.2.02a00030.
- After the Fact: Two Countries, Four Decades, One Anthropologist. Harvard University Press. 1995. ISBN 978-0-674-00872-4.
- Available Light: Anthropological Reflections on Philosophical Topics. Princeton University Press. 2000. ISBN 978-0-691-08956-0.
- Geertz, Clifford (2002). „An inconstant profession: The anthropological life in interesting times”. Annual Review of Anthropology. 31: 1—19. doi:10.1146/annurev.anthro.31.040402.085449.

## Хронологија дела
- Geertz, Clifford (1957). „Ritual and Social Change: A Javanese Example”. American Anthropologist. 59 (1): 32—54. doi:10.1525/aa.1957.59.1.02a00040.
- Geertz, Clifford (1959). „Form and Variation in Balinese Village Structure”. American Anthropologist. 61 (6): 991—1012. doi:10.1525/aa.1959.61.6.02a00060.
- 1959 The Javanese Village. In Local, Ethnic, and National Loyalties in Village Indonesia. Ed. G. William Skinner. pp. 34–41. New Haven: Southeast Asian Program, Yale University.
- 1960 Religion of Java. Glencoe: Free Press.
- Geertz, Clifford (1962). „The Rotating Credit Association: A "Middle Rung" in Development”. Economic Development and Cultural Change. 10 (3): 241—263. doi:10.1086/449960.
- 1962 Studies in Peasant Life: Community and Society. In Biennial Review of Anthropology 1961. Ed. Bernard J. Siegal. pp. 1–41. Stanford: Stanford University Press.
- 1962 The Growth of Culture and the Evolution of Mind. In Theories of the Mind. Ed. J. Scher. pp. 713–740. New York: Free Press.
- 1963 Agricultural Involution: The Process of Agricultural Change in Indonesia. Berkeley: University of California Press.
- 1963 Peddlers and Princes: Social Change and Economic Modernization in Two Indonesian Towns. Chicago: University of Chicago Press.
- 1963 (editor) Old Societies and New States. New York: Free Press.
- 1963 The Integrative Revolution: Primordial Sentiments and Civil Politics in the New States. In Old Societies and New States. Ed. Clifford Geertz. pp. 105–157. Glencoe: Free Press.
- 1964 Ideology as a Cultural System. In Ideology and Discontent. Ed. David Apter. pp. 47–76. New York: Free Press.
- 1965 The Social History of an Indonesian Town. Cambridge: MIT Press.
- 1965 Modernization in a Muslim Society: The Indonesian Case, 201-211, in Robert O. Tilman (ed), Man, State, and Society in Contemporary South East Asia. London: Pall Mall.
- 1966 Person, Time, and Conduct in Bali: An Essay in Cultural Analysis. Southeast Asia Program, Cultural Report Series. New Haven: Yale University.
- 1966 Religion as a Cultural System. In Anthropological Approaches to the Study of Religion. Ed. Michael Banton. pp. 1–46. ASA Monographs, 3. London: Tavistock Publications.
- 1966 The Impact of the Concept of Culture on the Concept of Man. In New Views of the Nature of Man. Ed. J. Platt. pp. 93–118. Chicago: University of Chicago Press.
- Geertz, Clifford (1967). „Politics Past, Politics Present Some notes on the uses of anthropology in understanding the new states”. European Journal of Sociology. 8 (1): 1—14. doi:10.1017/S0003975600004690.
- 1967 The Cerebral Savage: On the Work of Claude Lévi-Strauss. Encounter. 48 (4): 25—32. Недостаје или је празан параметар |title= (помоћ)
- 1967 Tihingan: A Balinese Village. In Villages in Indonesia. Ed. R. N. Koentjaraningrat. pp. 210–243. Ithaca and London: Cornell University Press.
- 1967 Under the Mosquito Net. New York Review of Books, September 14.
- 1968 Islam Observed: Religious Development in Morocco and Indonesia. Chicago: University of Chicago Press. 136 pp.
- Geertz, Clifford (1968). „Thinking as a Moral Act: Ethical Dimensions of Anthropological Fieldwork in the New States”. Antioch Review. 28 (2): 139—158. JSTOR 4610913. doi:10.2307/4610913.
- 1972 Religious Change and Social Order in Soeharto's Indonesia. Asia. 27: 62—84. Недостаје или је празан параметар |title= (помоћ)
- 1972 The Wet and the Dry: Traditional Irrigation in Bali and Morocco. Human Ecology. 1: 34—39. Недостаје или је празан параметар |title= (помоћ)
- 1972 Deep Play: Notes on the Balinese Cockfight. Daedalus 101(1 Winter).
- 1973 The Interpretation of Cultures: Selected Essays. New York: Basic.
- 1973 Thick Description: Toward an Interpretive Theory of Culture. In The Interpretation of Cultures: Selected Essays. Clifford Geertz. pp. 3–30. New York: Basic Books.
- 1976 From the Native's Point of View. In Meaning in Anthropology. Eds. Keith H. Basso and Henry A. Selby. pp. 221–237. Albuquerque: University of New Mexico Press.
- 1977 Found in Translation: On the Social History of the Moral Imagination. Georgia Review 31(4 Winter):788-810.
- 1977 Curing, Sorcery, and Magic in a Javanese Town. In Culture, Disease, and Healing: Studies in Medical Anthropology. Ed. David Landy. pp. 146–153. New York: Macmillan Publishing.
- 1979 [with Hildred Geertz and Lawrence Rosen] Meaning and Order in Moroccan Society: Three Essays in Cultural Analysis. Cambridge: Cambridge University Press. See his own contribution on "Suq: The Bazaar Economy in Sefrou" (pp. 123–225).
- 1980 Negara: The Theatre State in Nineteenth-Century Bali. Princeton: Princeton University Press.
- 1983 Local Knowledge: Further Essays in Interpretive Anthropology. New York: Basic Books.
- 1983 Centers, Kings, and Charisma: Reflections on the Symbolics of Power. In Local Knowledge: Further Essays in Interpretive Anthropology. Clifford Geertz. pp. 121–146. New York: Basic Books.
- 1983 "From the Native's Point of View": On the Nature of Anthropological Knowledge. In Local Knowledge: Further Essays in Interpretive Anthropology. Clifford Geertz. pp. 55–70. New York: Basic Books.
- 1983 Notions of Primitive Thought: Dialogue with Clifford Geertz. In States of Mind. ed & comp Jonathan Miller. pp. 192–210. New York: Pantheon.
- 1984 Anti-Anti-Relativism. „1983 Distinguished Lecture”. American Anthropologist. 82: 263—278.
- Geertz, Clifford (1984). „Culture and Social Change: The Indonesian Case”. Man. 19 (4): 511—532. JSTOR 2802324. doi:10.2307/2802324.
- 1986 The Uses of Diversity. In Tanner Lectures on Human Values, Vol. 7. Ed. Sterling M. McMurrin. pp. 251–275. Cambridge and Salt Lake City: Cambridge University Press and University of Utah Press.
- 1988 Works and Lives: The Anthropologist as Author. Stanford: Stanford University Press.
- 1989 Margaret Mead, 1901-1978. Biographical Memoirs. 58: 329—341. Недостаје или је празан параметар |title= (помоћ). National Academy of Sciences.
- 1990 History and Anthropology. New Literary History 21(2 Winter):321-335.
- 1991 The Year of Living Culturally. New Republic, October 21, 30-36.
- 1992 "Local Knowledge" and Its Limits: Some Obiter Dicta. Yale Journal of Criticism. 5 (2): 129—135. Недостаје или је празан параметар |title= (помоћ)
- 1993 "Ethnic Conflict": Three Alternative Terms. Common Knowledge 2(3 Winter):54-65.
- 1994 Life on the Edge. [Review of Tsing, In the Realm of the Diamond Queen]. New York Review of Books 41(7 April ):3-4.
- 1995 After the Fact: Two Countries, Four Decades, One Anthropologist. [The Jerusalem-Harvard Lectures]. Cambridge and London: Harvard University Press.
- 1995 Culture War. [Review essay on Sahlins, How "Natives" Think and Obeyesekere, The Apotheosis of Captain Cook]. New York Review of Books 42(19 November 30):4-6.
- 1999 "'The pinch of destiny': Religion as Experience, Meaning, Identity, Power" Raritan 18(3 Winter): 1-19.
- 2000 Available Light: Anthropological Reflections on Philosophical Topics. Princeton: Princeton University Press.
- 2010 Life Among the Anthros and Other Essays edited by Fred Inglis (Princeton University Press; 272 pages)